# Lappula cenchrusoides
Lappula cenchrusoides är en strävbladig växtart som beskrevs av Aven Nelson. Lappula cenchrusoides ingår i släktet piggfrön, och familjen strävbladiga växter. Inga underarter finns listade i Catalogue of Life.